# Cobra egípcia
La cobra egípcia (Naja haje) és una espècie de sauròpsid escatat de la família Elapidae. Habita a Àfrica del Nord.

## Descripció

Detall del cap d'una cobra egípcia.

Aquesta cobra pot mesurar fins a 2,5 metres de longitud. És de color marró o gris, de vegades amb bandes negres. Les cobres del nord-oest d'Àfrica poden ser totalment negres. El cap és gran, amb uns prominents ulls i un musell aplatat. Com unes altres cobres, la cobra egípcia posseeix una caputxa de pell desplegable al voltant del coll.

## Biologia i comportament
La cobra egípcia viu en deserts i altres terrenys àrids, però de vegades s'endinsa en zones urbanes. Sol evitar boscos i terrenys molt àrids. És d'hàbits nocturns, però també s'escalfa al sol al matí. S'alimenta de serps, mamífers petits, gripaus, aus i ous, perseguint activament a les seves preses i inoculant-los verí de ràpida acció. En estar amenaçada, estén la seva caputxa de pell per intimidar, però també pot abalançar-se cap al seu agressor per propinar una mossegada verinosa, emetent abans un xiuxiueig. El verí pot ser mortal per a l'ésser humà si no és tractat ràpidament. Aquesta serp és molt territorial, atacant a qualsevol amenaça per al seu territori.
Les femelles solen posar entre 8 i 20 ous en cada posada, normalment en nius de tèrmits. els ous es desclouen en un període d'incubació de 60 dies.

## Relació amb l'home
La cobra egípcia tenia gran importància en l'antic Egipte, on era utilitzada com a símbol del faraó, representant també a la deessa Uadyet. Actualment és possible mantenir-la en captivitat.